# Gibbula massieri
Gibbula massieri is een slakkensoort uit de familie van de Trochidae. De wetenschappelijke naam van de soort is voor het eerst geldig gepubliceerd in 2010 door Rolán & Zettler.